# Mikheil Giorgadze
Mikheil Giorgadze (in georgiano მიხეილ გიორგაძე?; Kutaisi, 14 marzo 1961) è un ex pallanuotista sovietico, vincitore di una medaglia di bronzo alle olimpiadi di Seul 1988
e di tre ori agli europei di Roma 1983,  Sofia 1985 e Strasburgo 1987.